# الفنار، المركز الثقافي الإسلامي القطري
مركز عبد الله بن زيد المحمود الثقافي الإسلامي (المعروف باسم بن زيد والمعروف أيضا سابقا باسم الفنار أو مركز الثقافة الإسلامية في قطر والمسجد الحلزوني) هو منظمة ثقافية في الدوحة عاصمة قطر. يقع بالقرب من كورنيش الدوحة وهو معلم بارز في المدينة.
أهم معالم المركز هو مسجده الذي يحتوي على تصميم مئذنة فريدة من نوعها علي النهج العباسي او النمط العباسي. قبل عام 2009 كان مسجد الفنار هو الأكبر في البلاد. منذ ذلك الحين تخطاه مسجد محمد بن عبد الوهاب ومع ذلك فإنه لا يزال أطول مسجد في قطر.
تم تسمية المسجد باسم الباحث الإسلامي القطري الشهير ومؤسس النظام القضائي القطري عبد الله بن زيد المحمود. أعطى هذا الاسم أمير دولة قطر لذكرى إنجازاته خلال فترة عمله كقاض أعلى في قطر.

## النشاطات
يشارك مركز الفنار الثقافي في العديد من الأنشطة الاجتماعية والدينية والتعليمية. بالإضافة إلى استضافة أحد أكبر المساجد في قطر ينشر المركز أيضا الدراسات الدينية ويوفر دروسا في اللغة العربية والإسلام. كما يضم المركز مكتبة. المسجد هو معلم سياحي شهير ويسمح بدخول غير المسلمين.
ظهرت العديد من الشخصيات الإسلامية في المركز مثل يوسف إستس وبلال فيلبس ومعاذ جوزرو.

## عمارة المسجد
تم إنشاء المساجد القطرية التقليدية من الصخور المرجانية والطين والخشب على عكس المساجد من القرن 21 بنيت من الطوب والاسمنت. هذه المواد تسمح الآن ببناء قباب عالية لتحل محل أسطح مسطحة تتألف من أربع طبقات المبينة في النموذج أعلاه. علاوة على ذلك ظهرت المساجد التقليدية في الساحات التي نادرا ما تظهر في المساجد الحديثة. أخيرا تم استبدال الوضوء التقليدي في الهواء الطلق في شكل حمام سباحة بأحواض غسيل ومياه جارية.